# 塞维鲁王朝
塞维鲁王朝，是罗马帝国的塞维鲁家族掌握的王朝，由原潘诺尼亚总督北非人塞普蒂米乌斯·塞维鲁创建，其王朝成員可能透過創建人之妻尤利亞·多姆娜及妻姊尤利亞·瑪伊莎，傳承馬克·安東尼和克麗奧佩脫拉七世之外孫，茅利塔尼亞的托勒密之血緣。
在卡拉卡拉單獨执政的212年，罗马帝国境内所有自由民透過安東尼努斯敕令被授予罗马公民身份。235年军队爆发叛乱，王朝最后一任皇帝亚历山大·塞维鲁被杀。马克西米努斯·色雷克斯即位，结束塞维鲁王朝。
塞维鲁王朝共有5位君主：
- 塞普蒂米乌斯·塞维鲁
- 卡拉卡拉、盖塔共同执政，盖塔不久被卡拉卡拉所杀。
- 马克里努斯（非該王朝成員）
- 埃拉伽巴路斯
- 亚历山大·塞维鲁

| 前任： 安東尼王朝 | 塞维鲁王朝 193年 –235年 | 繼任： 三世纪危机、軍營皇帝 |